# Parasitaxus ustus
Parasitaxus ustus là một loài thực vật hạt trần trong họ Thông tre. Loài này được (Vieill.) de Laub. miêu tả khoa học đầu tiên năm 1972.